# Gheorghe Ciolac
Gheorghe Ciolac, né le 10 août 1908 à Comloșu Mare à l'époque en Autriche-Hongrie (aujourd'hui en Roumanie) et mort le 13 avril 1965 à Timișoara en Roumanie, était un footballeur roumain.

## Carrière de club

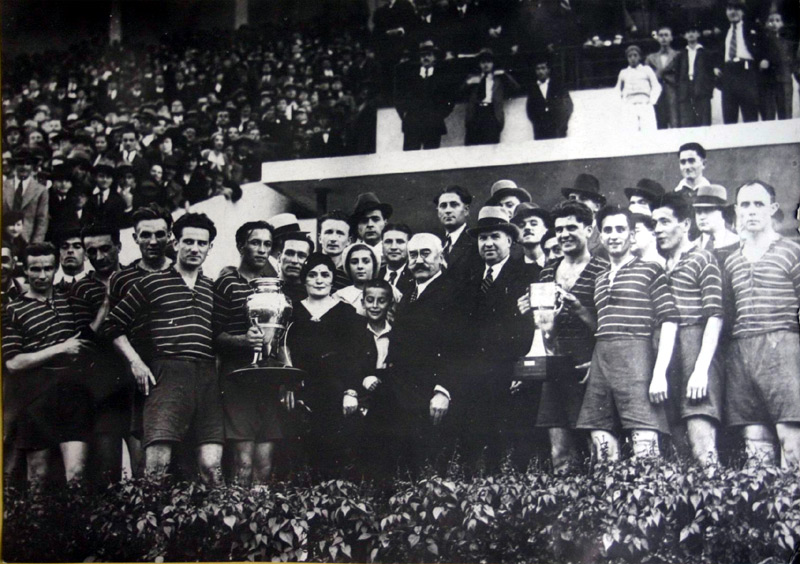
Ciolac (à gauche) avec le trophée de la Coupe de Roumanie en 1934.

Après avoir joué chez les jeunes du Politehnica Timișoara entre 1922 et 1924, Gheorghe Ciolac commence en senior au Banatul, une autre équipe de Timișoara. Il y joue jusqu'en 1930, avant de revenir au Ripensia Timișoara.
Gheorghe Ciolac est le capitaine de l'équipe qui, de 1932 à 1938 gagne 4 Liga 1 et 2 coupes de Roumanie.
Ciolac inscrit le but de la victoire lors de sa première finale de coupe roumaine, alors que le match est contesté par les adversaires du Ripensia, l'Universitatea Cluj, qui demande de jouer le match dans un stade neutre. Le match est rejoué deux mois plus tard à Bucarest, et Ripensia regagne 5-0.
Lors de la finale de la coupe de Roumanie de football de 1936, Ciolac inscrit 2 buts avec le Ripensia Timișoara contre l'Unirea Tricolor Bucarest, avec une victoire 5-1. 
Ciolac prend sa retraite en 1941, après un dernier match contre le Venus FC Bucarest le 15 juin.

## Carrière internationale
Gheorghe Ciolac fait ses débuts avec l'équipe de Roumanie de football en mai 1928, lors d'un match contre la Yougoslavie, perdu par les Roumains, 1-3. Lors de son second match en jaune, Ciolac inscrit un triplé lors de la victoire 3-0 contre la Bulgarie. 
En septembre 1929, il devient capitaine de l'équipe, lors d'un match contre les Bulgares au Levski Stadium à Sofia. 
Gheorghe Ciolac est sélectionné pour jouer la coupe du monde 1934, mais ne joue pas de matchs, et est sur le banc lors du match contre la Tchécoslovaquie. Il joue son dernier match en 1937, contre les Tchécoslovaques (1-1).

### Buts internationaux
| #  | Date             | Lieu                                             | Adversaire  | But | Résultat | Compétition       |
| -- | ---------------- | ------------------------------------------------ | ----------- | --- | -------- | ----------------- |
| 1  | 21 avril 1929    | Stadionul Republicii, Bucarest, Roumanie         | Bulgarie    | 1-0 | 3-0      | Match amical      |
| 2  | 21 avril 1929    | Stadionul Republicii, Bucarest, Roumanie         | Bulgarie    | 2-0 | 3-0      | Match amical      |
| 3  | 21 avril 1929    | Stadionul Republicii, Bucarest, Roumanie         | Bulgarie    | 3-0 | 3-0      | Match amical      |
| 4  | 10 octobre 1929  | Stadionul Republicii, Bucarest, Roumanie         | Yougoslavie | 2-0 | 2-1      | Coupe des Balkans |
| 5  | 28 juin 1932     | Belgrade, Yougoslavie                            | Grèce       | 1-0 | 3-0      | Coupe des Balkans |
| 6  | 4 juin 1933      | Stadionul Republicii, Bucarest, Roumanie         | Bulgarie    | 3-0 | 7-0      | Coupe des Balkans |
| 7  | 4 juin 1933      | Stadionul Republicii, Bucarest, Roumanie         | Bulgarie    | 4-0 | 7-0      | Coupe des Balkans |
| 8  | 4 juin 1933      | Stadionul Republicii, Bucarest, Roumanie         | Bulgarie    | 6-0 | 7-0      | Coupe des Balkans |
| 9  | 11 juin 1933     | Stadionul Republicii, Bucarest, Roumanie         | Yougoslavie | 2-0 | 5-0      | Coupe des Balkans |
| 10 | 14 octobre 1934  | Czarnych, Lwow, Pologne maintenant Lviv, Ukraine | Pologne     | 2-1 | 3-3      | Match amical      |
| 11 | 27 décembre 1934 | Stade Apóstolos-Nikolaïdis, Athènes, Grèce       | Grèce       | 2-0 | 2-2      | Coupe des Balkans |
| 12 | 30 décembre 1934 | Stade Apóstolos-Nikolaïdis, Athènes, Grèce       | Bulgarie    | 3-0 | 3-2      | Coupe des Balkans |
| 13 | 24 mai 1935      | Stadionul Republicii, Bucarest, Roumanie         | Bulgarie    | 3-1 | 4-1      | Coupe des Balkans |

## Palmarès
Ripensia Timișoara
- Championnat de Roumanie (4) : 1932-1933, 1934-1935, 1935-1936, 1937-1938
- Vainqueur de la Coupe de Roumanie (2) : 1933-1934, 1935-1936

Roumanie
- Vainqueur de la Coupe des Balkans des nations (3) : 1931, 1933, 1936